# Kolem Turecka
Kolem Turecka, celý název Prezidentský závod kolem Turecka je etapový cyklistický závod v Turecku. Je součástí seriálu UCI Europe Tour. Jeho předchůdcem byl závod Kolem Marmarského moře, který byl založen v roce 1963, od roku 1966 s mezinárodní účastí, od roku 1968 pod dnešním názvem Prezidentský závod. Počáteční ročníky měly slabší sportovní úroveň, ale v posledních letech zájem o závod mezi cyklisty stoupá. Od roku 2008 byl zařazen do nižší kategorie UCI Europe Tour, od roku 2010 je ve vyšší kategorii 2.HC. V roce 2017 se stal součástí závodů nejvyšší kategorie, UCI World Tour.

## Vítězové (od r. 2000)
- 2000  Sergej Lavreněnko
- 2001  Mert Mutlu
- 2002  Ghader Mizbani
- 2003  Mert Mutlu
- 2004  Ahad Kazemi
- 2005  Světoslav Čanlijev
- 2006  Ghader Mizbani
- 2007  Ivajlo Gabrovski
- 2008  David García
- 2009  Daryl Impey
- 2010  Giovanni Visconti
- 2011  Alexandr Jefimkin
- 2012  Aleksandr Djačenko
- 2013  Natnael Berhane
- 2014  Adam Yates
- 2015  Kristijan Đurasek
- 2016  José Gonçalves
- 2017  Diego Ulissi
- 2018  Eduard Prades
- 2019  Felix Großschartner
- 2020 - nejelo se kvůli pandemii koronaviru.
- 2021  José Manuel Díaz
- 2022  Patrick Bevin
- 2023  Alexej Lucenko
- 2024  Frank van den Broek